# Гельмут Ерінґ
Гельмут Ерінґ (нім. Helmut Oehring; нар. 1961, Східний Берлін) — німецький гітарист і композитор.

## Біографія
Народився в сім'ї глухонімих. У 1980-х змінив безліч професій та місць роботи, самостійно навчався композиції і гри на гітарі. У 1992—1994 навчався у Георга Катцера у Берлінській Академії мистецтв (2005 року був обраний членом цієї Академії). У 1994—1995 був стипендіатом на Віллі Массімо в Римі.

## Творчість
Один з найбільш обдарованих і оригінальних музикантів кінця ХХ початку XXI ст., композитор неймовірною творчої активності і винахідливості. Звернення до досвіду глухонімоти і мови знаків, помножене на біографію німця, який виріс у Східній Німеччині, створює в його творчості абсолютно особливе значеннєве навантаження звуку, слова, драматичної взаємодії, унікальні можливості для втілення і осмислення німецького минулого і сьогодення.

## Визнання
Його твори виконують провідні музичні колективи Німеччини. Премія Ганса Ейслера, італійська премія Орфей за камерну оперу, премія Гіндеміта, Schneider Schott Music Prize, премія Арнольда Шенберґа (2008) й ін. нагороди.

## Вибрані твори
- Струнний квартет № 1 (1987)
- … und alles schöne / Heiratsannoncen для сопрано, контральто, тенора, баса та перкусії (1987)
- Vorspiel und Gesang для меццо-сопрано, флейти, гобоя, гітари, альта і контрабаса (1988)
- Do you wanna blow job для квартету саксофонів (1988)
- wie immer … для бас-туби і перкусії (1989)
- Coma для оркестру (1990—1991)
- gestauchte WINKEL для 5 духових інструментів (1991)
- ASCHE для гобоя, англійського ріжка, тромбона, перкусії, альта, віолончелі, фортепіано та контрабаса (1992)
- CAYABYAB для гітари, бассетгорна і перкусії (1993)
- STRYCHNIN для труби, тромбона, фортеп'яно, альта і контрабаса (1993)
- Wrong для глухого соліста (мова знаків), гобоя, бас-труби або тромбона, скрипки або альта, електрогітари, перкусії та живої електроніки (1993—1995)
- DOKUMENTATION I, камерна опера (1993—1996)
- Am Arsch для тромбона, арфи і контрабаса (1994)
- LETHAL INJECTION для англійського ріжка, фагота, альта і магнітофонної стрічки (1994)
- Тріо II для альта, гітари та контрабаса (1994)
- Dokumentaroper (1994)
- Einfache Dinge / IRIS для 15 інструментів, магнітофонної стрічки і CD (1995)
- DAS D'AMATO SYSTEM, балет-опера в 15 картинах (1996)
- POLAROIDS, музична драма (1996, у співавторстві з Іріс тер Шіпгорст)
- Prae-Senz (Ballet blanc II) для скрипки, віолончелі, підготовленого фортеп'яно або семплера (1997, у співавторстві з Іріс тер Шіпгорст)
- Philipp для тромбона соло (1997—1998)
- Plath, S. для двох альтів або інших інструментів (1998)
- Реквієм для трьох контртенор, 12 інструментів і живої електроніки на вірші Енн Секстон (1998, у співавторстві з Іріс тер Шіпгорст)
- STILLE. MACHT. (aus: Cruisen) для квартету саксофонів і CD (1999)
- Marie B. (Seven Chambers) для струнного квартету і живої електроніки (1998—1999)
- Der Ort ist nicht der Ort, музично-театральне дійство для трьох солістів, ансамблю, графіки, світла і живої електроніки (2000)
- Дім Бернарди Альби для 7 танцівників, 1 глухої солістки, чоловічого сопрано, електрогітари, контрабаса і живої електроніки за драмою Ф. Гарсія Лорка (1999, у співавторстві з Іріс тер Шіпгорст)
- Als ob, сюїта (2000)
- EFFI BRIEST, музично-театральна психограмма в 4 діях за романом Теодора Фонтане (2000, у співавторстві з Іріс тер Шіпгорст)
- Furcht und Begierde, музична драма для глухий солістки (сопрано або бас-флейта), скрипки, віолончелі, контрабаса, фортеп'яно, перкусії електроніки (2002)
- Das BLAUMEER (aus: Einkehrtag) для чоловічого сопрано, труби, електрогітари, великого оркестру і живий електроніки (2003)
- WOZZECK kehrt zurück, музична драма на тексти Бюхнера, Мартіна Лютера, Теодора Фонтані й ін. (2003—2004)
- Im Dickicht der ZEICHEN (Die Poetik und der Eigensinn des RAUMES), музика до вистави в 3 картинах (2004)
- UNSICHTBAR LAND, опера за драмою Шекспіра «Буря» з використанням музики Перселла (2004—2005)
- Kommander Kobayashi—eine Opernsaga (2005)
- WINDESSER (aus: Ornament & Vorhalt) для бас-кларнета, акордеона і контрабаса, за новелою Кері Гьюм «Пожирач вітру» (2007)
- Puschkins Steinerner Gast для читця і 15 інструментів за трагедією Пушкіна «Кам'яний гість» (2007)
- Ich habe sie alle gesehen …, GOYA I для симфонічного оркестру, за циклом малюнків Гойї «Лиха війни» (2007)